# Castalia

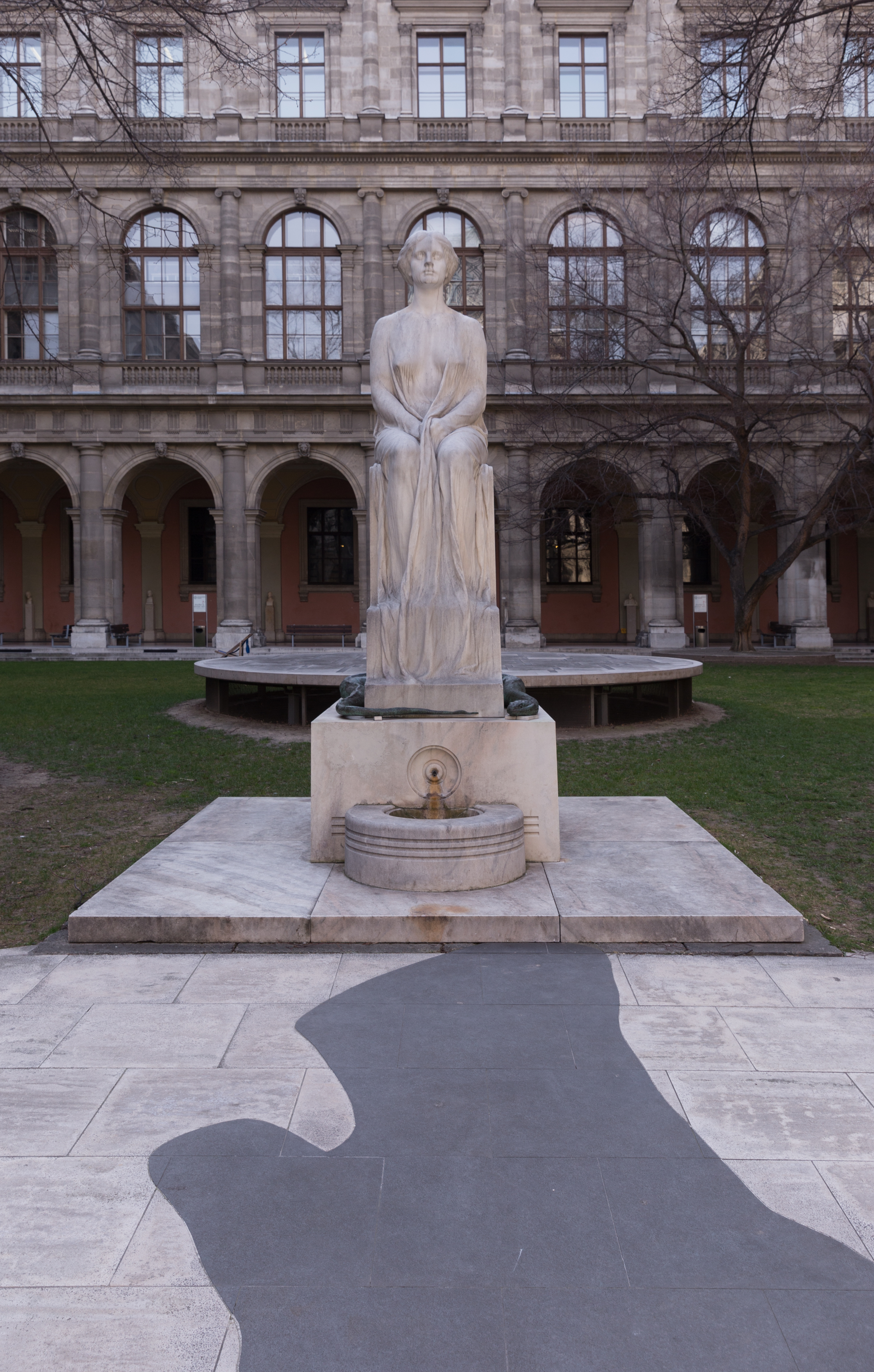
Fuente Castalia de mármol, en el Arkadenhof de la Universidad de Viena, obra de Edmund von Hellmer (1850-1935), inaugurada en 1910

En las mitología griega Castalia (en griego Κασταλία, Kastalía) era la ninfa o mujer epónima de la fuente Castalia.
«Subiendo del gimnasio [de Delfos] por el camino que va al santuario está a la derecha del camino el agua de la Castalia, agradable de beber. Unos dicen que el nombre se lo dio a la fuente una mujer del lugar, y otros un hombre llamado Castalio. Pero Paniasis, hijo de Poliarco, que escribió una epopeya relativa a Heracles, dice que Castalia fue una hija de Aqueloo. También he oído que el agua es un regalo del río Cefiso a Castalia. Esto dice también Alceo en su himno a Apolo; y lo confirman sobre todo los lileos, que arrojan en la fuente del Cefiso en ciertos días pasteles del lugar y otras cosas dictadas por el uso, y dicen que aparecen de nuevo en Castalia».
En su comentario sobre la Tebaida, el poeta latino Lactancio Plácido dice que, para escapar de los avances amorosos de Apolo, Castalia se transformó en una fuente en Delfos, en la base del monte Parnaso o en el monte Helicón.
Castalia podía inspirar el genio de la poesía a aquellos que bebían sus aguas o escuchaban su suave sonido. Su agua sagrada también se usaba para purificar los templos délficos. Apolo consagró Castalia a las Musas (Castaliae Musae).

## Influencia posterior
La primera colección de obras de la poeta mexicana Sor Juana Inés de la Cruz, publicada en Madrid en 1692, se tituló Inundación castálida, es decir, inundación de poesía inspirada por las aguas de Castalia.
El escritor alemán Hermann Hesse (1877-1962) utiliza Castalia como inspiración para el nombre de la provincia de ficción futurista en su obra El juego de los abalorios (1943). Castalia es la sede de una orden austera de intelectuales que pretende recoger y practicar lo mejor de todas las culturas, reuniéndolas en un juego de música y matemáticas que desarrolla las facultades humanas.
En 1949, bajo la coordinación de Antonio Rodríguez-Moñino, nació la Editorial Castalia, que publicó muchos libros de investigación en el campo de letras españolas, y comenzó una serie de ediciones de textos literarios, Clásicos Castalia. El uso del nombre extranjero Castalia dio inspiración al uso de montañas castellanas, la Sierra de Gredos, visible desde Madrid, por la Editorial Gredos, fundada en 1950 por Dámaso Alonso.